# シネモンド
シネモンド(フランス語: cinémonde)は、石川県金沢市香林坊の香林坊東急スクエア内にある映画館（ミニシアター）。石川県唯一のミニシアターである。1スクリーン（91席）を有している。

## 特色
映画館入口には壁一面にチラシやポスターが貼られている。ロビーに設置されている本棚には映画関連書籍が並べられている。1年間に約150本の作品を上映している。

### 来館者
是枝裕和、黒沢清、若松孝二、河瀬直美、想田和弘、新海誠、大森南朋、西島秀俊、加瀬亮などが来館している。2009年5月には『フツーの仕事がしたい』を上映し、5月17日には土屋トカチが舞台挨拶を行った。「Here & There 〜六ヶ所村からパレスチナまで〜」特集と2010年（平成22年）の『ミツバチの羽音と地球の回転』上映の際には鎌仲ひとみが来館した。2015年11月から12月には『ギターマダガスカル』を上映し、11月26日には金沢美術工芸大学出身の亀井岳がトークイベントを、初日の11月28日には亀井が舞台挨拶を行った。
2016年10月8日には『葛城事件』監督の赤堀雅秋と出演した新井浩文が舞台挨拶を行った。新井は12年前の『赤目四十八瀧心中未遂』でもシネモンドに来館している。2016年12月からは『この世界の片隅に』を上映。12月25日には片渕須直が舞台挨拶とトークイベントを行った。シネモンドでは1作品の上映期間が2週間であることが多いが、本作は8週間に渡って上映。片淵の舞台挨拶の時点では半数以上の回で立ち見が出るほどの大ヒットとなった。
2017年2月11日には「金沢エシカルショッピングプロジェクト」の一環として『ポバディー・インク 〜あなたの寄付の不都合な真実〜』を上映。タレントの末吉里花がトークイベントを行った。同年7月22日には『八重子のハミング』に出演した升毅が舞台挨拶で来館している。

### 運営
劇場代表の土肥悦子は開館2年後頃から東京に在住し、年間約300本の試写会に足を運んで上映作品を選定している。劇場運営は支配人の上野を中心とするスタッフが担当している。商店街や金沢市と手を組んで、金沢21世紀美術館（2004年開館）との協同も行っている。開館時にはKORINBO109の多目的ホールで使用していた椅子を改造して座席としていたが、開館2周年を迎えた2000年12月には改修を行い、渋谷のユーロスペースやシネマライズなどでも使用しているフランスのキネット(Quinette)社製の椅子に置き換えた。
2013年（平成25年）には大学生の料金を1300円から1000円に、高校生の料金を1000円から500円に引き下げ、一般の料金を1500円から1700円に、シニアの料金を1000円から1200円に引き上げる料金制度改定を行った。
2000年末には渋谷のル・シネマを参考にして、年額50,000円で1座席を買い取る制度（年間パスポート）を設けた。座席数約90席のシネモンドにおいて、開始から1か月で21席が埋まるほど好評だった。背もたれには個人名または企業名の入った金色のプレートが付けられる上に、3口（年額150,000円）以上の大口会員の場合はスクリーンで個人名または企業名を流している。2017年時点では年額54,000円で映画が見放題となる「シネモンド・オフィシャル・サプライヤー・クラブ」を設けている。

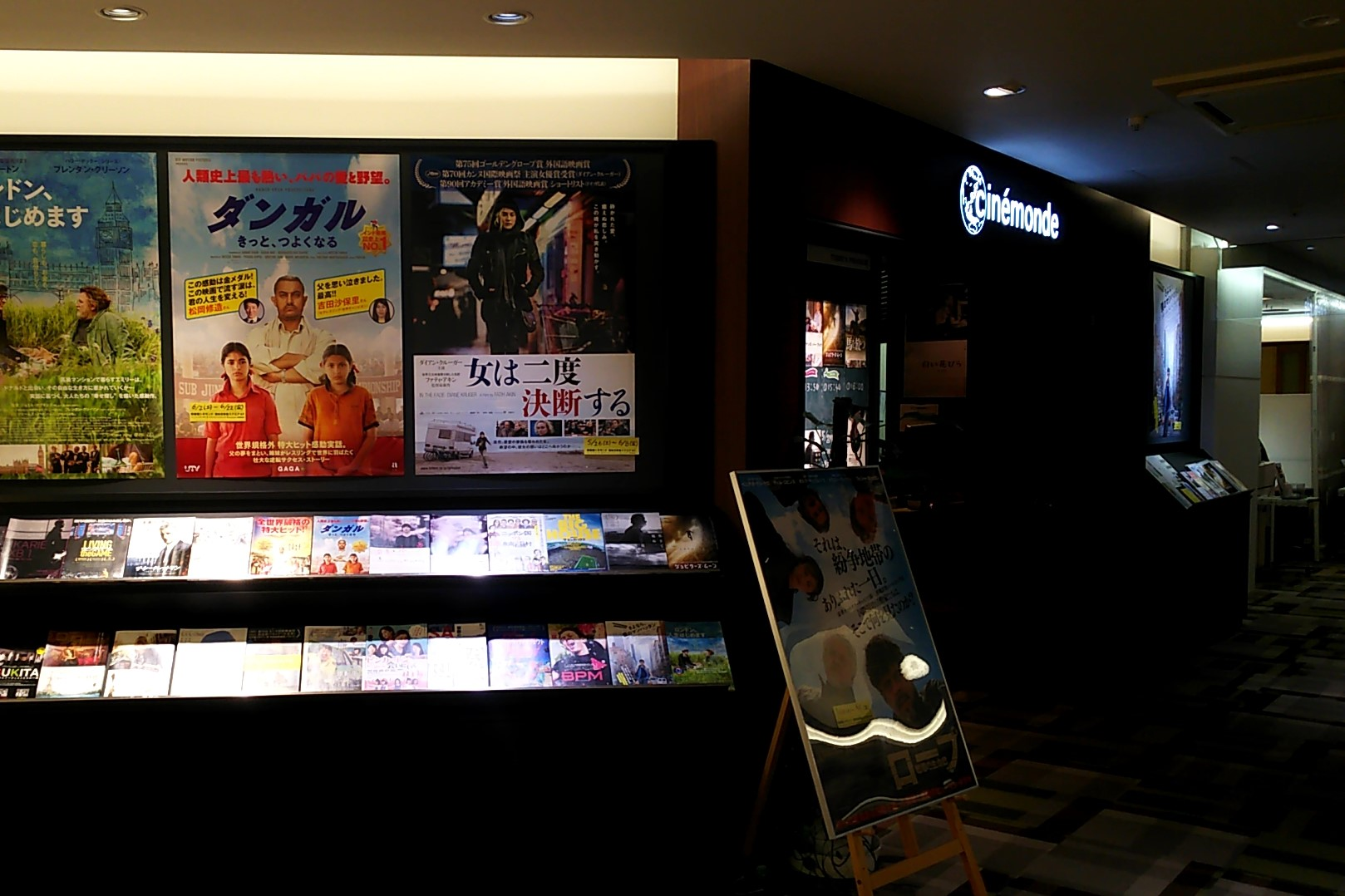
入口
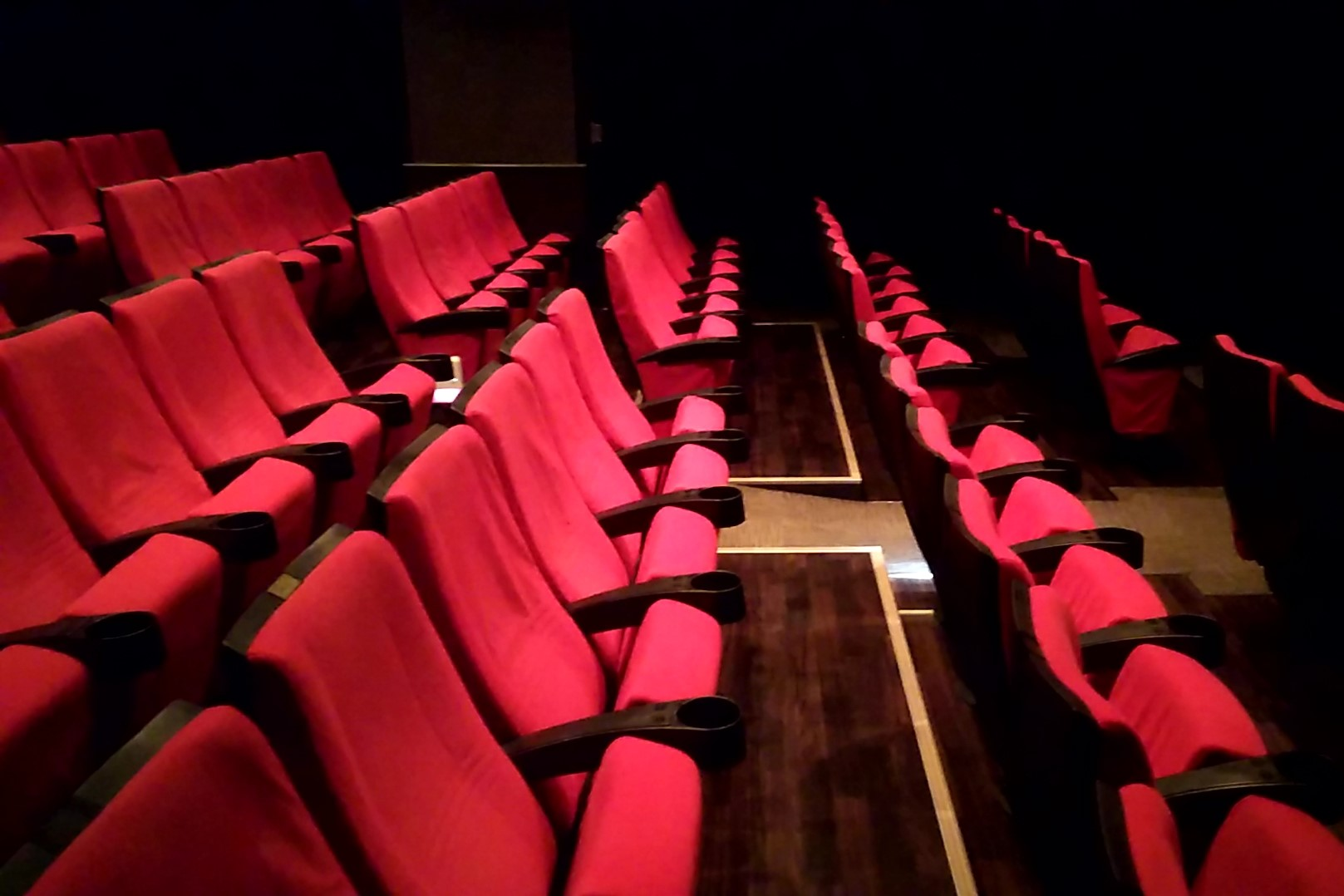
座席
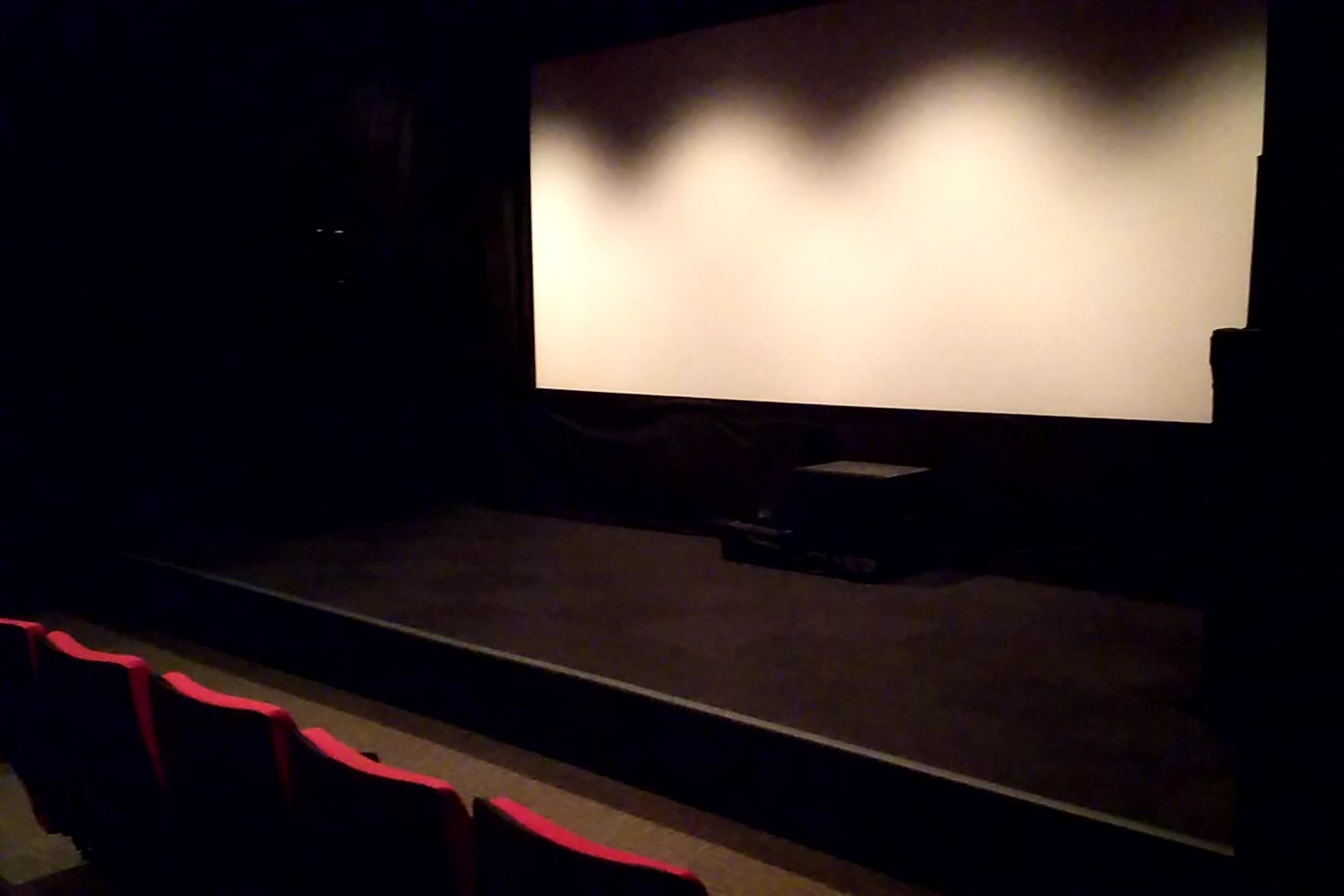
ホール

### 金沢コミュニティシネマ推進委員会
2002年（平成14年）頃には映画上映者ネットワーク会議（後の全国コミュニティシネマ会議）はコミュニティシネマ（公設民営の映画館）を提起し、シネモンドはコミュニティシネマを志向するようになった。2003年（平成15年）夏にはシネモンド総支配人の土肥が中心となって金沢コミュニティシネマ推進委員会を発足させた。2004年（平成16年）から毎年春と夏には、金沢コミュニティシネマ推進委員会が「こども映画教室」を開催しており、子どもたちは映画館の体験や映画製作を通じて映画の歴史や仕組みを学んでいる。コミュニティシネマ運動を牽引するシネモンドは全国のミニシアターの注目を集めた。
2005年（平成17年）8月には金沢市にコミュニティシネマの構想書を提出したが、行政を動かすには至らなかった。2006年（平成18年）1月から3月にはコミュニティシネマを設置するための署名活動を行い、4月には金沢市長（当時）の山出保に14,561人分の署名を提出したが、金沢市からは「シネコンもあり、既存の施設だけで映画を見る機会は保証されている」との回答を受けた。文化振興や賑わいづくりの点から賛同する意見のほかには、税金の使い道について反対する意見もあった。

## 歴史

### 金沢市の映画館
| 金沢市の映画館（1959年） | 金沢市の映画館（1959年）         |
| ------------------------ | -------------------------------- |
| スメル座（香林坊）       | ムービー菊水（東山）             |
| スカラ座（香林坊）       | 北国第一劇場・北国会館（浅野川） |
| 立花座（香林坊）         | スタア劇場（石引）               |
| 松竹座（香林坊）         | ムサシ東映（武蔵ヶ辻）           |
| 金沢東映（香林坊）       | テアトル会館（横安江）           |
| 金沢日活（香林坊）       | ロキシー（金沢駅前）             |
| 金沢大映（香林坊）       |                                  |
| パリー菊水（香林坊）     |                                  |
| ロマン菊水（香林坊）     |                                  |
| 大和東映（片町）         |                                  |
| 金沢劇場（片町）         |                                  |

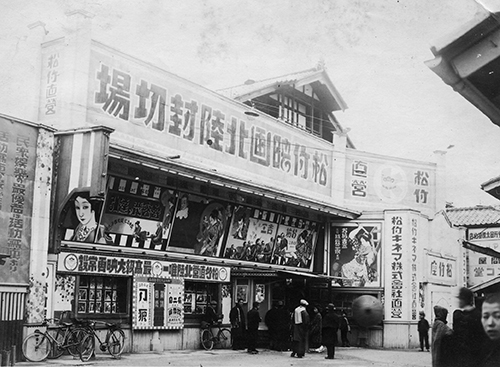
1929年の金沢松竹座

金沢市で初めて映画が上映されたのは1897年（明治30年）である。繁華街である香林坊や片町には映画館が軒を連ねており、「香林坊映画街」は1913年（大正2年）に始まったとされる。映画最盛期だった1959年（昭和34年）、石川県には約100館の映画館が存在し、この時期の香林坊に9館、片町には2館の映画館が存在した。
映画人気が低迷していた1990年（平成2年）時点の金沢市には16館の映画館があったが、うち香林坊には1館（109シネマ）が、片町には金沢グランド劇場など11館があった。1998年（平成10年）から2003年（平成15年）までの5年間には、金沢市周辺にシネマコンプレックスが3施設開館した。ワーナー・マイカル・シネマズ金沢（現・イオンシネマ金沢）、ワーナー・マイカル・シネマズ御経塚（後のイオンシネマ御経塚）、ルネス9シネマ（現・ユナイテッド・シネマ金沢）である。この結果、1990年代半ば頃から「香林坊映画街」の従来館の閉館が相次いだ。1997年（平成9年）には映画館4館が入っていた香林坊シネマビルが閉鎖され、1999年（平成11年）12月には片町の金沢プラザ劇場が閉館した。
| 館名                       | 所在地   | 開館年 |
| -------------------------- | -------- | ------ |
| ユナイテッド・シネマ金沢   | 高柳町   | 1997年 |
| シネモンド                 | 香林坊   | 1998年 |
| イオンシネマ金沢           | 福久     | 2000年 |
| イオンシネマ金沢フォーラス | 堀川新町 | 2006年 |
| 金沢コロナシネマワールド   | 無量寺   | 2008年 |

シネモンド開館後の2001年（平成13年）2月から4月には、金沢駅前や香林坊の映画館4館が相次いで閉館した。2002年（平成14年）9月1日には香林坊の金沢グランド劇場（1979年開館）とグランドスカラ座（1981年開館）が閉館し、かつての「香林坊映画街」が消滅した。シネコンへ客が流れたことや建物の老朽化などが理由であり、観客数はピーク時の2割まで落ち込んでいたという。さらに元号が令和になった翌年の2020年（令和2年）3月31日には、金沢駅前にあった成人映画館の駅前シネマ（1958年開館）が閉館。昭和時代から存続したスクリーンがすべて消滅したことにより、シネモンドが金沢市中心部に残る唯一の単館映画館となった。
2006年（平成18年）11月には金沢駅前にイオンシネマ金沢フォーラスが、2008年（平成20年）10月には金沢市郊外に金沢コロナシネマワールドが、2009年（平成21年）10月には近隣のかほく市にシネマサンシャインかほくが開館し、金沢市近郊の映画館スクリーン数が急増した。イオンシネマ金沢フォーラスは大作以外も上映し、台湾映画や韓国映画の特集を行っている。

### 自主上映活動

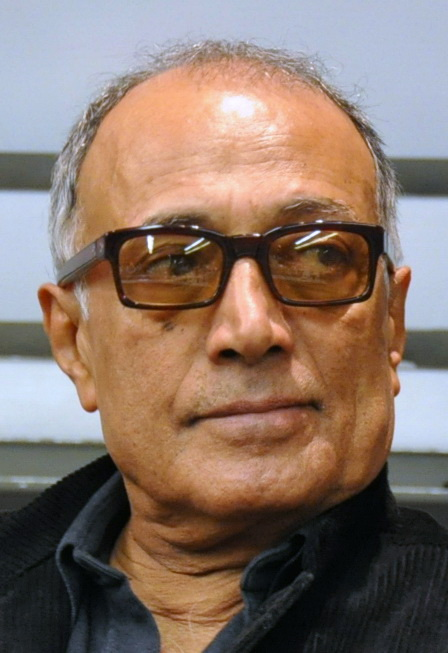
1997年に金沢を訪問したアッバス・キアロスタミ

1963年生まれの土肥悦子は筑波大学比較文化学類卒業後にパリ第3大学映画学科修士課程に留学。帰国後には東京で堀越謙三が社長を務める映画配給会社のユーロスペースで映画の買い付けや宣伝を担当。イランのアッバス・キアロスタミを日本に紹介した功績を持ち、『友だちのうちはどこ?』以後のキアロスタミ全作品の配給と宣伝を手掛けた。1994年にはキアロスタミの著作『そして映画はつづく』の共訳者となっている。
土肥は1995年に石川県小松市で働く夫と結婚し、これを機に東京から金沢に転居した。当時の金沢には12館の映画館があったが、土肥が求める作品を上映する映画館は1館もないことに気づき、映画の自主上映会を立ち上げた。自主上映会には金沢大学在学中の上野克なども参加。土肥が東京で開催していた「イラン映画祭」を、1996年（平成8年）3月にはKORINBO109ホールでも開催し、満員の観客を集めた。
1997年（平成9年）11月7日から9日にはアッバス・キアロスタミ特集を行い、東京国際映画祭のために日本を訪れていたキアロスタミは9日に金沢入りして舞台挨拶を行った。この自主上映会は、1998年（平成10年）6月に河瀬直美の『萌の朱雀』を金沢プラザ劇場で、キアロスタミの『桜桃の味』をグランドスカラ座で上映した。

### シネモンド開館
自主上映会はKORINBO109 4階のホールを会場としていたが、設置されている35mmフィルム映写機の老朽化で使用できなくなった。これを機に土肥はユーロスペースの退職金を元手にして、1998年（平成10年）12月19日、KORINBO109（当時、現在の香林坊東急スクエア）の4階に常設映画館「シネモンド」を開館させた。館名はフランス語の「cinéma du monde」を縮めた形であり、「世界の映画」を意味する。開館時の座席数は103席。土肥とユーロスペースが資金を半分ずつ出資した「有限会社シネモンド」が運営を行っている。シネモンドは北陸地方3県初のミニシアターだった。
開館公演は『ムトゥ 踊るマハラジャ』（K・S・ラヴィクマール）であり、東京で大ヒットしたこの作品は金沢でも大入りとなった。初日の初回上映前には約30人が列を作るほどであり、初日の観客数は4回上映で計200人に達した。2001年（平成13年）にはフランス映画『アメリ』（ジャン＝ピエール・ジュネ）が大ヒットした。開館から2年後には会員数が1,000人を超え、経営体制が整い始めた。この時期には土肥が夫の東京転勤に伴って東京に転居した。
2002年（平成14年）1月には金沢市竪町のホールにて、映画の配給や興行を主題とする講座を初開催し、映画配給会社ザナドゥー社長（当時）の市川篤、映画ジャーナリストの佐藤友紀、映画監督の青山真治、字幕翻訳家の石田泰子などが講師を務めた。2008年（平成20年）12月19日には10周年を迎えた。10年間で約1,400本の作品を上映した。2009年（平成21年）1月17日には10周年記念イベントとして、映画監督の藤本幸久と翻訳家の池田香代子のトークイベントを開催した。
2010年（平成22年）初頭には経済産業省の助成金約1,000万円を受けて、約1,500万円のデジタルシネマ上映設備を導入した。2010年代にはミニシアター系の良作がシネコンに流れるようになり、シネモンドの年間観客数は採算ラインの4万人を割って3万人台が続くようになっている。年間観客数は開館当時がピークであり、2013年（平成25年）頃には開館時の約60%となった。
2020年（令和2年）は新型コロナウイルス感染拡大に伴う緊急事態宣言の影響により、4月15日から5月29日まで約1か月半休業した。